# هنري هووكر
هنري هووكر (بالإنجليزية: Henry Hooker)‏ هو مربي ماشية أمريكي، ولد في 10 يناير 1828 في هينسديل في الولايات المتحدة، وتوفي في 5 ديسمبر 1907.